# Wikiwix
Wikiwix é um motor de busca criado em 2002, operado pela empresa francesa Linterweb independente da Wikimedia, mas busca só resultados para a Wikipédia, Wikibooks, Wikinews e Wikisource. Apesar do nome em si, a Wikiwix não é uma wiki, mas é um site de buscas.
O site está disponível em 13 línguas, e é utilizado em algumas ladainhas de Wikipédia (incluindo em português) como servidor de busca externo (juntamente com o Google Search, Bing e Yahoo! Search).